# George Buitul
Compléments
Buitul est l'auteur du premier catéchisme en roumain
George Buitul (en hongrois Bujtul György), né en 1591 à  Caransebeș (dans l’actuelle Roumanie) et y décédé le 10 septembre 1635, était un prêtre jésuite roumain, missionnaire des campagnes de Transylvanie. Sa traduction en roumain du catéchisme de Canisius eut une grande influence. 

## Biographie
Après avoir fait des études de philosophie à Vienne Georges Buitul commence la théologie au Collège romain en 1619, comme pensionnaire du collège-séminaire germanique de Rome. Ordonné prêtre à Rome en 1622 il entre au noviciat des jésuites l’année suivante, le 26 mai 1623. La formation initiale du noviciat terminée, il accompagne et assiste le père Pietro Gravita, responsable de la ‘Mission urbaine’ de Rome. Ces missions populaires consistaient à prêcher dans les lieux publics et rassembler les auditeurs une fois par mois dans une église pour le sacrement de réconciliation et la célébration eucharistique. 
En 1627 Buitul retourne dans sa ville natale où il introduit ces missions populaires. Ce sera son apostolat jusqu’à la fin de sa vie, en 1635. La vie et le travail n’y sont pas faciles. Les catholiques (roumains, hongrois ou slaves) sont une minorité opprimée et négligée dans la principauté de Transylvanie, elle-même vassale de l’Empire ottoman. En raison de l'absence de clergé et d'attention pastorale, les catholiques de Caransebeș et des environs, dispersés parmi les protestants et orthodoxes, vivaient dans une ignorance crasse des aspects doctrinaux et moraux de la foi chrétienne, et beaucoup n'avaient pas reçu les sacrements depuis plusieurs décennies.
Buitul et un autre missionnaire parcourent la Moldavie et la Valachie, catéchisant, prêchant et administrant les sacrements. Durant plusieurs années les deux prêtres n’ont pas de résidence stable. En 1632 ils acquièrent une maison dans laquelle ils ouvrent bientôt une école primaire, avec l’aide d’un enseignant laïc qui, lorsque les missionnaires sont absents, est le catéchiste de la mission, expliquant les sacrements et visitant les malades.
Pour son enseignement Buitul utilise la traduction en roumain du petit catéchisme de Pierre Canisius que lui-même avait traduit lorsqu’il participait aux missions populaires de Rome. Après sa mort le petit catéchisme en langue roumaine est  envoyé à Bratislava (Slovaquie) où il est imprimé aux presses de la Compagnie de Jésus. Il s’agit là du tout premier catéchisme en langue roumaine. La première édition, datant sans doute de 1648, est perdue. Un exemplaire d’une édition postérieure (de 1701) est préservé. Le ‘Catechismus szau Summa Kredinczei Katholiscest R. P. Petri Canisii’ fut imprimé à Cluj (Roumanie).
George Buitul passe le reste de sa vie comme missionnaire des campagnes, parcourant la région de sa ville natale. Il meurt à  Caransebeș le 10 septembre 1635, alors qu’il n’a que 44 ans.